# Everytime You Go Away
Everytime You Go Away è una canzone scritta da Daryl Hall e resa celebre nel 1985 da una cover eseguita da Paul Young.
La versione originale apparve nell'album Voices di Hall & Oates nel 1980, benché mai estratta come singolo. La versione di Young pubblicata cinque anni dopo invece riuscì ad arrivare in vetta alla Billboard Hot 100 il 27 luglio 1985. La canzone inoltre arrivò alla prima posizione della classifica Hot Adult Contemporary Tracks ed alla quarta della Official Singles Chart.
La canzone è stata utilizzata nella colonna sonora film del 1987 Un biglietto in due. Nel 2006 ne è stata pubblicata una cover da Clay Aiken nell'album A Thousand Different Ways e da Joseph Williams in Tears.

## Classifiche

### Classifiche settimanali
| Classifica (1985)                | Posizione massima |
| -------------------------------- | ----------------- |
| Australia                        | 20                |
| Belgio (Fiandre)                 | 18                |
| Canada                           | 1                 |
| Francia                          | 3                 |
| Germania                         | 40                |
| Irlanda                          | 2                 |
| Italia                           | 8                 |
| Norvegia                         | 2                 |
| Nuova Zelanda                    | 14                |
| Paesi Bassi                      | 16                |
| Regno Unito                      | 4                 |
| Stati Uniti                      | 1                 |
| Stati Uniti (adult contemporary) | 1                 |
| Stati Uniti (mainstream rock)    | 14                |

### Classifiche di fine anno
| Classifica (1985) | Posizione |
| ----------------- | --------- |
| Canada            | 20        |
| Italia            | 40        |
| Stati Uniti       | 11        |